# メモリー (曲)
「メモリー」（Memory）は、ミュージカル『キャッツ』の代表的なナンバー。アンドルー・ロイド・ウェバーの作曲で、詞は演出家のトレヴァー・ナンが『キャッツ』の原作者であるT・S・エリオットの未完の遺稿を基にして作った。
世界的なヒット曲となり、数多くの歌手によってカバーされている。

## 主なカバー
- バリー・マニロウ
- ホセ・カレーラス
- マイケル・クロフォード
- バーブラ・ストライサンド
- スーザン・ボイル
- 石川ひとみ
- 石丸幹二 檀れい
- 新妻聖子
- 島津亜矢

## 石川ひとみのカバー

### シングル
「メモリー」は、1984年1月21日に発売された石川ひとみの19枚目のシングル。発売元はキャニオン・レコード。
ミュージカル『CATS』が1983年に劇団四季により日本で公演されたことを受けて制作された。劇団四季の久野綾希子が歌う「メモリー」とは一部の歌詞が違っているが、それ以上に異なった印象を与える理由は、石川が日本語歌詞の譜割りを、バリー・マニロウの英語歌唱の譜割りで歌った点にあるといえる。

#### シングル収録曲
1. メモリー
日本語詞：浅利慶太／作曲：Andrew Lloyd Webber／編曲：山川恵津子
2. 恋はダイスまかせ
作詞：田口俊／作曲：玉置浩二／編曲：鷺巣詩郎

### その他
- 1986年4月13日にNHK総合テレビで放送された『レッツゴーヤング』最終回において、司会の石川が、共同司会者の太川陽介、番組OBの平尾昌晃とともに、実質上の番組ラストナンバーとして「メモリー」の歌唱を行った。
- 1984年3月に発売された石川のベストアルバム『best Memories』、および2002年に発売されたCD-BOX『〜78-86ぼくらのベスト 石川ひとみ CD-BOX』に、英語原詞歌唱バージョンが収録されている。本バージョンでは、ラストが日本語バージョンに比べて3度高い音程で歌われており[1]、よりダイナミックな歌唱となっているが、これもバリー・マニロウの「メモリー」のラストの歌唱と同一である。